# Triton (motorfiets)

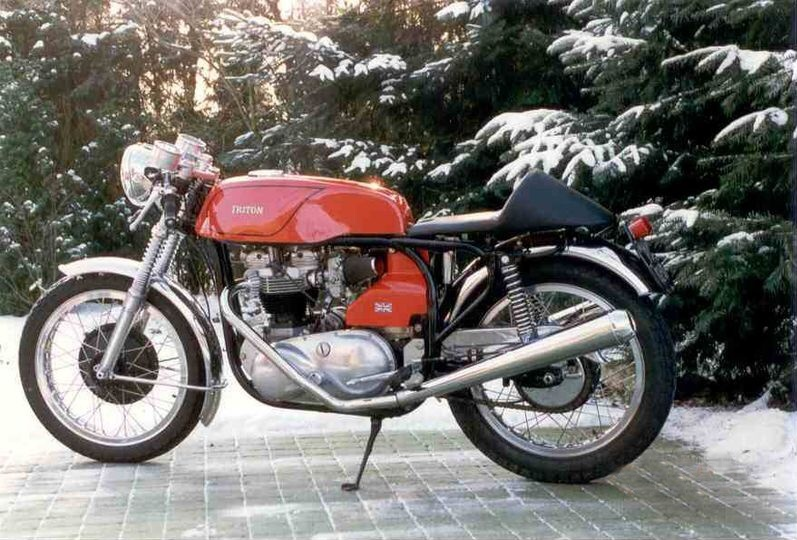
Triton: Triumph blok in een Norton frame (foto: Peter Ritzen)

Triton is een hybride-motorfiets die is samengesteld uit een Triumph 650 cc blok in Norton featherbed frame. 
Deze constructie werd gebruikt omdat de Triumph blokken beter waren dan die van Norton, terwijl Norton juist de beste frames maakte.
De meest bekende Tritons werden door Dave Degens onder de merknaam Dresda gebouwd. Degens zelf schat er ca. 700 gebouwd te hebben, waarvan de eerste in 1961. Na de komst van de Norton Commando in 1968 stopte de productie van de featherbed frames en Degens ontwikkelde een eigen frame. De naam Dresda komt van het bedrijf dat Degens overnam: Dresda Autos.
Particulieren konden ophangplaten kopen om een Triumph blok in een Norton featherbed frame te bouwen. In de jaren zestig werden er dus waarschijnlijk nogal wat Triumph frames en Norton blokken weggegooid! Iedere Triton is anders omdat de bezitter of bouwer er zijn eigen inzichten in kon verwerken. 
Veel Tritons hebben een gepolijste aluminium tank. men kon er echter ook een polyester tank op zetten.